# Nototheniidae
Nototheniidae é uma família de peixes da subordem Notothenioidei.

## Clasificación
- Gro. Aethotaxis
  - Aethotaxis mitopteryx
- Gro. Cryothenia
  - Cryothenia amphitreta
  - Cryothenia peninsulae
- Gro. Dissostichus
  - Dissostichus eleginoides
  - Dissostichus mawsoni
- Gro. Gobionotothen
  - Gobionotothen acuta
  - Gobionotothen barsukovi
  - Gobionotothen gibberifrons
  - Gobionotothen marionensis
- Gro. Gvozdarus
  - Gvozdarus svetovidovi
- Gro. Lepidonotothen
  - Lepidonotothen kempi
  - Lepidonotothen larseni
  - Lepidonotothen macrophthalma
  - Lepidonotothen mizops
  - Lepidonotothen nudifrons
  - Lepidonotothen squamifrons
- Gro. Notothenia
  - Notothenia angustata
  - Notothenia coriiceps
  - Notothenia cyanobrancha
  - Notothenia microlepidota
  - Notothenia neglecta
  - Notothenia rossii
  - Notothenia trigramma
- Gro. Pagothenia
  - Pagothenia borchgrevinki
  - Pagothenia brachysoma
- Gro. Paranotothenia
  - Paranotothenia dewitti
  - Paranotothenia magellanica (Forster, 1801)
- Gro. Patagonotothen
  - Patagonotothen brevicauda
  - Patagonotothen canina
  - Patagonotothen cornucola
  - Patagonotothen elegans
  - Patagonotothen guntheri
  - Patagonotothen jordani
  - Patagonotothen kreffti
  - Patagonotothen longipes
  - Patagonotothen ramsayi
  - Patagonotothen sima
  - Patagonotothen squamiceps
  - Patagonotothen tessellata
  - Patagonotothen thompsoni
  - Patagonotothen wiltoni
- Gro. Pleuragramma
  - Pleuragramma antarcticum
- Gro. Trematomus
  - Trematomus bernacchii
  - Trematomus eulepidotus
  - Trematomus hansoni
  - Trematomus lepidorhinus
  - Trematomus loennbergii
  - Trematomus newnesi
  - Trematomus nicolai
  - Trematomus pennellii
  - Trematomus scotti
  - Trematomus tokarevi
  - Trematomus vicarius